# Örntjärnen, Jämtland
Örntjärnen är en sjö i Åre kommun i Jämtland och ingår i Indalsälvens huvudavrinningsområde. Örntjärnen ligger i Vålådalen Natura 2000-område.